# Ґустав Гюґель
Ґустав Гюґель (нім. Gustav Hügel; 1 січня 1871 — 15 квітня 1953) — австро-угорський фігурист, який виступав в одиночному катанні. Він був чемпіоном світу 1897, 1899 і 1900 років і чемпіоном Європи 1901 року.

## Життєпис
Він був сином журналіста Едуарда Гюґеля. Він починав у Віденському клубі катання на ковзанах. Разом з Георгом Захаріадесом він вважається винахідником «глибокого» піруету. Його першим успіхом стала перемога на чемпіонаті німецько-австрійської асоціації в Троппау в 1894 році, який тоді спільно проводили Німецька та Австрійська асоціації ковзанярського спорту для обох держав.
Срібна медаль на змаганнях серед чоловіків у Санкт-Петербурзі в 1896 році позаду німця Ґільберта Фукса була першою з п'ятьох медалей чемпіонату світу, наступною була золота медаль у Стокгольмі 1897 року, випередивши шведа Ульріха Зальхова, і знову срібло в Лондоні 1898 року, цього разу позаду шведа Геннінґа Ґренандера, перш ніж двічі поспіль, у 1899 і 1900 роках, він зміг посунути Зальхова, десятиразового чемпіона світу, який згодом знов домінував, на друге місце.
На чемпіонаті Європи він зміг перемогти свого великого конкурента Зальхова лише в 1901 році, у 1899 і 1900 роках він поступався шведу, на відміну від чемпіонату світу, після того, як йому довелося поступитися своєму співвітчизнику Едуардові Енґельману в 1894 році та угорцю Тібору фон Фельдварі в 1895 році .
Принаймні до 1915 року він з'являвся на виступах. Після Першої світової війни він працював тренером з фігурного катання, спочатку у Швейцарії, з 1928 (і з 1935) у Віденському клубі катання на ковзанах. Ґустав також заснував тенісні корти Nordpol у Відні-Гайцінґу. Похований на цвинтарі Feuerhalle Simmering (секція 6, кільце 2, група 3, № 5). Могила вже досить занедбана.

## Результати
| Змагання/ Рік        | 1892 | 1894 | 1895 | 1896 | 1897 | 1898 | 1899 | 1900 | 1901 |
| -------------------- | ---- | ---- | ---- | ---- | ---- | ---- | ---- | ---- | ---- |
| Чемпіонати світу     |      |      |      | 2.   | 1.   | 2.   | 1.   | 1.   |      |
| Європейські змагання | 6.   | 2.   | 2.   |      |      |      | 2.   | 2.   | 1.   |
| Німецькі змагання    |      | 1.   | 2.   |      |      |      |      |      |      |

## Вебпосилання
- Віденський ковзанярський клуб